# Easley (Dél-Karolina)
Easley város az USA Dél-Karolina államában, Anderson és Pickens megyében. Lakosainak száma 22 921 fő (2020. április 1.).

## Népesség
A település népességének változása:

| 2010 | 19 993 |
| 2020 | 22 921 |